# اليوم العالمي للخضريين

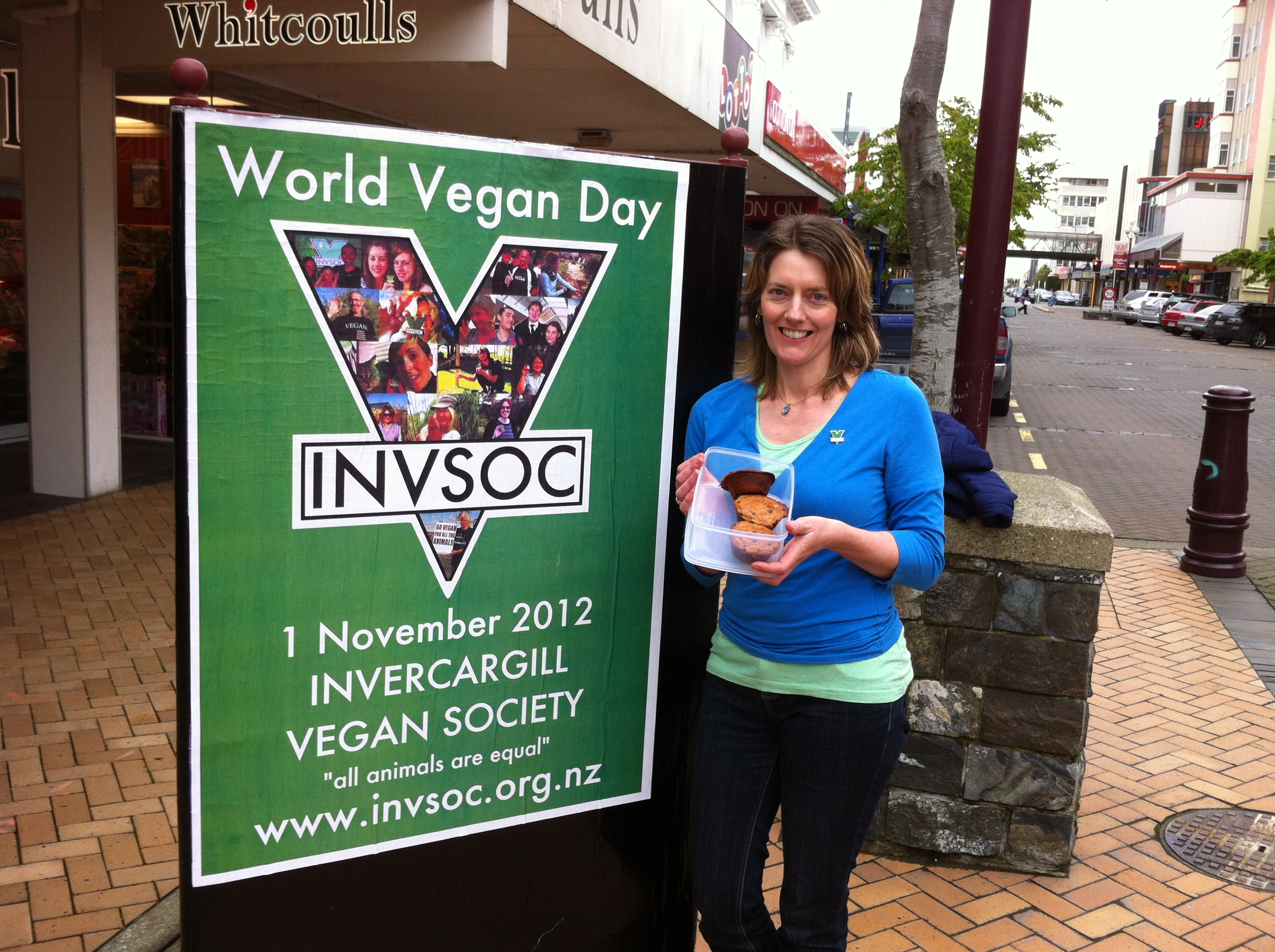
ملصق تدعم اليوم العالمي لأكلي الأطعمة النباتية

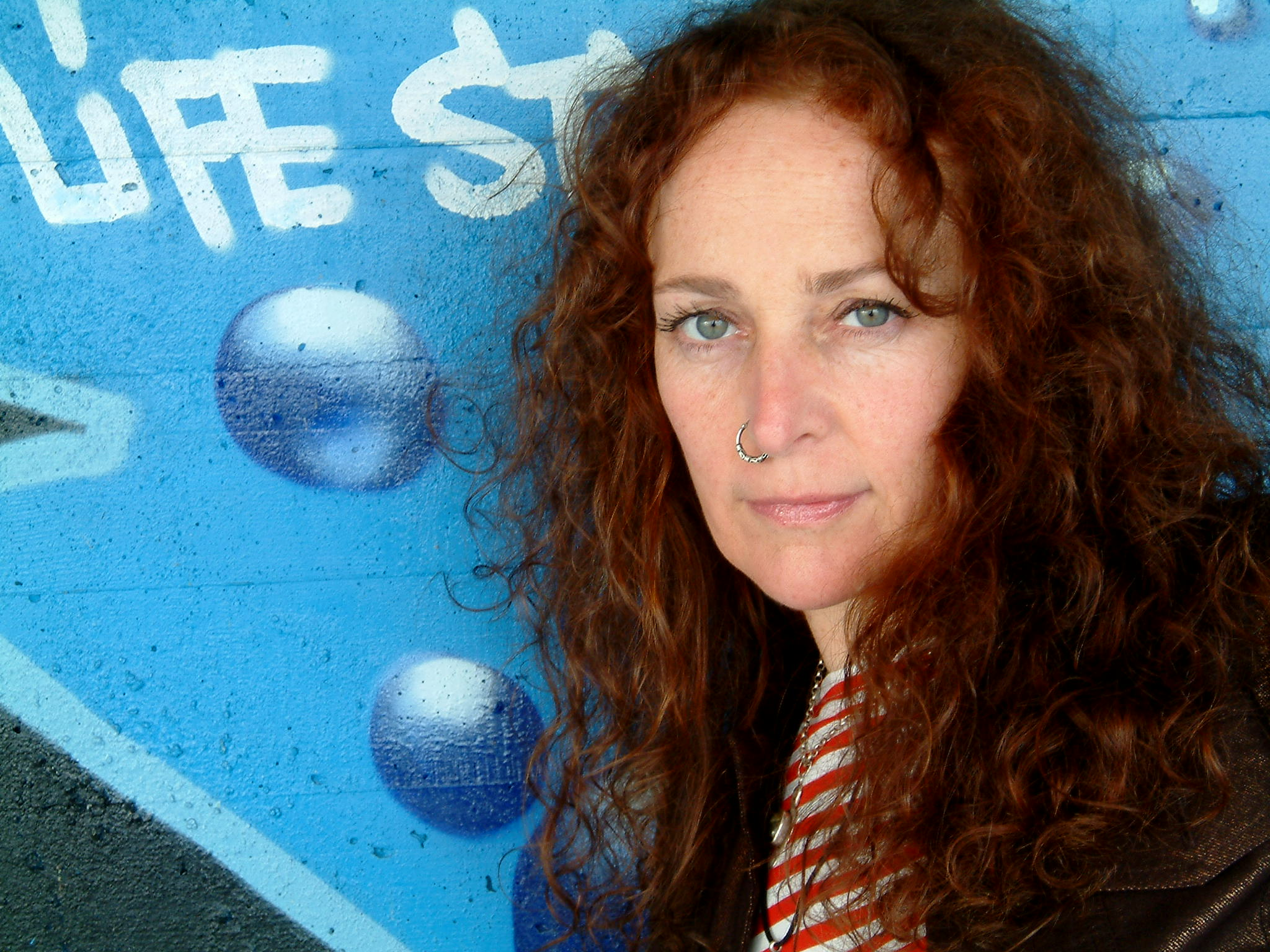
المغنية والناشطة في مجال حقوق الحيوان واليس لويز (Louise Wallis)

اليوم العالمي للخضريين (بالإنجليزية: World Vegan Day)‏ هو حدث سنوي يحتفل به في يوم 1 نوفمبر من قبل النباتيين من جميع أنحاء العالم. اُحتُفِل بهذا اليوم لأول مرة عام 1994 من قبل المغنية والناشطة في مجال حقوق الحيوان في المملكة البريطانية لويز واليس (Louise Wallis) والتي أصبحت فيما بعد رئيس جمعية النباتيين في المملكة المتحدة، وذلك بعد مرور 50 عامًا على بدء استخدام مصطلح «خضرية».